# Dana Rosemary Scallon
Dana Rosemary Scallon, rodným jménem Rosemary Brown, (* 30. srpna 1950 Londýn) je irská zpěvačka a politička.
Narodila se v londýnském Islingtonu, kam její rodiče přišli za prací, a když jí bylo pět let, rodina se vrátila do Derry. Již v dětství vyhrávala talentové soutěže a v roce 1967 vydala svůj první singl „Sixteen“. V roce 1970 zastupovala Irsko na Eurovision Song Contest; soutěž s písní „All Kinds of Everything“ vyhrála (šlo o první irské vítězství). Singl s písní se dostal do čela britské singlové hitparády (UK Singles Chart); píseň je součástí jejího debutového alba, které vyšlo v roce 1970 rovněž pod názvem All Kinds of Everything. V pozdějších letech vydala desítky dalších alb. V letech 1997 a 2011 neúspěšně kandidovala na funkci prezidenta Irska. V letech 1999–2004 byla poslankyní Evropského parlamentu.